# Acide angélique
L’acide angélique est un acide organique de formule H3C–CH=C(CH3)–COOH. Il s'agit d'un solide volatil jaune pâle au goût acide et à l'odeur piquante. C'est le diastéréoisomère cis (configuration Z) de l'acide 2-méthylbut-2-énoïque, qui se convertit facilement en l'isomère trans (configuration E), appelé acide tiglique, sous l'effet de la chaleur ou par réaction avec un acide minéral ; la réaction inverse est en revanche plus difficile.
Les sels et les esters de l'acide angélique sont appelés angélates. Les esters, en particulier, sont les composants actifs d'une large variété de plantes médicinales. L'acide angélique lui-même a été isolé de l'angélique officinale, une plante de la famille des apiacées qui lui a donné son nom.